# Ken Stubbs

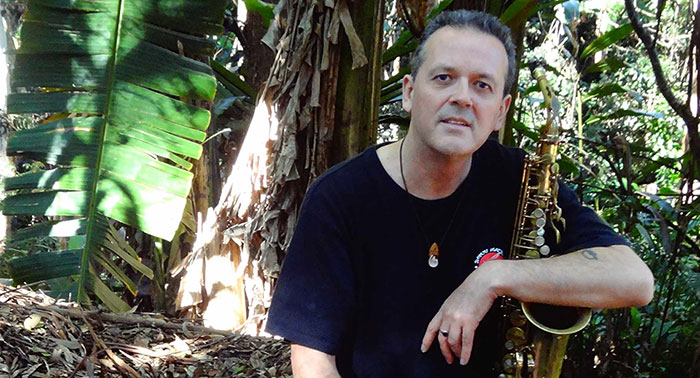

Ken Stubbs (* 29. März 1961 in Liverpool) ist ein britischer Jazzmusiker (Altsaxophon, Komposition).

## Leben und Wirken
Stubbs studierte zwischen 1978 und 1980 Saxophon, Komposition und Dirigieren am Salford College unter der Leitung von Goff Richards und Roy Newsome.
1984 gründete Stubbs zusammen mit Django Bates am Klavier, Mick Hutton am Bass und Martin France am Schlagzeug die Band First House, die 1985 ein erstes Album bei ECM Records veröffentlichte (1989 folgte Cantilena). Während seiner Zeit in London spielte Stubbs auch mit Mike Walker, Jeremy Stacey, Peter Erskine, Kenny Wheeler, John Taylor, dem Ensemble von Orlando le Fleming, dem Michael Gibbs Orchestra und Chris McGregors Brotherhood of Breath.
Er war Mitglied des britischen Jazz-Ensembles Loose Tubes und hat mit der Formation drei Live-Alben aufgenommen, die 1990 im Ronnie Scott’s Jazz Club aufgenommen und 2010, 2012 und 2015 veröffentlicht wurden. 1999 nahm er ein Quartettalbum auf, Ballads, mit Paul Edmonds, Mick Hutton, Gary Husband  und Phil Robson, das 2000 erschien. Im Folgejahr emigrierte er nach Australien. Dort war er als Saxophonlehrer am Queensland Conservatorium of Music sowie Saxophonlehrer und Bigband-Leiter an der Southern Cross University, Lismore und dem Northern Rivers Conservatorium Arts Center tätig. Dort hat er mit Jazz- und Improvisationsmusikern wie Paul Grabowsky, Simon Barker, Steve Newcomb, Brett Hirst, Matt McMahon, Scott Tinkler, John Morrison und John Hoffman gespielt und aufgenommen.
2004 war Stubbs einer der 60 Komponisten, die eingeladen wurden, eine eigene Musikbar für die Komposition Premature Celebration von Django Bates zu schaffen, die für Evan Parker und die London Sinfonietta geschrieben wurde, um Parkers 60. Geburtstag zu feiern. Es wurde beim FuseLeeds Festival aufgeführt und von BBC Radio 3 gesendet.